# نهر دينتري
نهر دينتري (بالإنجليزية: Daintree River)‏ هو نهر يمر عبر غابة دينتري المطيرة في منطقة كوينزلاند في شمال أستراليا، يقع على بعد 100 كم شمال غرب كيرنس Cairns. يبلغ طوله 140 كم ومساحة حوضه 2125 كم2.